# Membrana cementizia elastica
Le membrane cementizie elastiche, dette anche rivestimenti elastici in polimero-cemento, sono rivestimenti protettivi elastici che vengono applicati sulla superficie dei manufatti in calcestruzzo ed hanno anche la capacità di chiudere le fessure superficiali.
 
Sono capaci di incrementare la durabilità delle strutture in cemento armato poiché riescono a bloccare l'ingresso di liquidi e di gas nel calcestruzzo stesso, specialmente dell'anidride carbonica e degli ioni cloruro. La prima è la causa della carbonatazione del calcestruzzo e della successiva corrosione dei ferri di armatura; i secondi sono la causa della corrosione dei ferri di armatura anche in presenza di pH molto bassi (acidi).

## Composizione e funzionamento
I rivestimenti elastici del calcestruzzo sono costituiti da una sospensione di cemento, sabbia fine, poliacrilato e acqua.
Questa sospensione, una volta stesa sulla superficie del calcestruzzo per uno spessore di circa 1-3 mm, indurisce, a seguito dell'idratazione del cemento, formando una membrana con caratteristiche elastiche (grazie alla presenza del poliacrilato) tali da poter resistere a deformazioni dell'ordine del 100-200% prima di fessurarsi.

Grazie a questa caratteristica, questi rivestimenti sono dotati di notevole capacità di crack bridging.

Questi rivestimenti, inoltre, garantiscono una sufficiente adesione al sottofondo e una protezione all'infiltrazione di agenti degradanti.

## Altri tipi di protezione
Oltre alle membrane cementizie elastiche si può ricorrere ad altre protezioni aggiuntive, qualora l'ambiente in cui viene a trovarsi il manufatto in calcestruzzo armato risultasse eccessivamente aggressivo da non essere sufficiente un idoneo mix design, il successivo costipamento e stagionatura del conglomerato, come rivestimenti a base di resine (acriliche, epossidiche, ecc.) che creano una membrana idrorepellente ma permeabile al vapore.
Rivestimenti a base di silicati possono ridurre anche la porosità superficiale.